# 一宮麗
一宮麗（日语：／ Ichinomiya Rei，2005年1月16日—）是一名日本女性聲優，北海道出身，81 Produce所屬。

## 經歷
從以前就喜歡戲劇與動畫，而在這兩者喜好延伸的方向上，聲優這份職業便出現了。之後認為在未來所屬的81 Produce中，「能夠更大程度地表現自己」，因此成為聲優。對其影響深遠的作品有《東京喰種》與《妖怪手錶》。
是第15屆81聲優試鏡特別獎得主。

## 人物
使用的方言是北海道方言。
興趣與特長是閱讀、舞台觀賞。

## 演出作品
※粗體字為主要角色。

### 電視動畫
2025年
- S級怪獸《貝希摩斯》被誤認成小貓，成為精靈女孩的騎士（寵物）一起生活（小孩[5]）
- 華Doll*-Reinterpretation of Flowering-（偶像C[6]）
- 炎炎消防隊（亞瑟的弟弟[7]）
- 外星人姆姆（女子們、女大學生）
- 氣絕勇者與暗殺公主（店員）
- 新吊帶襪天使（惡靈）

2026年
- 皎潔深宵之月（瀧口宵[8][2]）

### 網路動畫
2024年
- 決鬥大師 LOST ～追憶的水晶～（女學生B）

### 遊戲
2024年
- A3!（涼太）

## 外部連結
- 一宮麗 - 81プロデュースの公式サイト
- 一宮麗的X（前Twitter）